# Internationales Komitee für Demokratie in Kuba
Das Internationale Komitee für Demokratie in Kuba (englisch: International Committee for Democracy in Cuba, kurz ICDC) ist eine Vereinigung hochrangiger Persönlichkeiten zur Unterstützung der kubanischen Opposition. Es ist Teil des Kuba-Programms der
tschechischen Hilfsorganisation People in Need  mit Sitz in Prag. Das Komitee wurde eigenen Angaben zufolge im September 2003 als Reaktion auf die Hinrichtung von drei Bootsentführern und die Verhaftung von 75 kubanischen Dissidenten im März des gleichen Jahres gegründet.
Finanzielle Unterstützung erhält das Kuba-Programm der People in Need u. a. vom tschechischen Außenministerium, dem Open Society Institute, dem National Endowment for Democracy und dem Center for a Free Cuba.

## Ziele
Primäres Ziel der ICDC ist die Stärkung der innerkubanischen Opposition, was eine direkte finanzielle Unterstützung ausdrücklich einschließt. Angestrebt wird die Schaffung einer europäischen Stiftung für Demokratie in Kuba. Daneben versucht die ICDC, die Präsenz der Dissidenten in den internationalen Medien zu vergrößern. Unter anderem bemüht sich die ICDC um eine Nominierung Oswaldo Payás für den Friedensnobelpreis. Auf diese Weise soll die kubanische Führung dazu gedrängt werden, einen direkten politischen Dialog mit der Opposition aufzunehmen.
Des Weiteren soll die kubanische Bevölkerung gezielt durch die Verbreitung eines Nachrichtenprogramms beeinflusst werden, das über die Kurzwellenfrequenzen von Radiosendern wie Radio Exterior de España, Radio Praha und Radio Nederland Wereldomroep ausgestrahlt werden soll. Zur Vorbereitung der Zeit nach einem Regimewechsel sieht die ICDC die Bildung eines „Ausschusses für den Übergang in Kuba“ vor. Dieser soll aus Experten bestehen, die am Übergang zur Marktwirtschaft in den Ländern Zentral- und Osteuropas beteiligt waren.

## Mitglieder
Zu den Mitgliedern des ICDC gehören eine Reihe ehemaliger Staatsoberhäupter und Regierungschefs: Patricio Aylwin (Chile), José María Aznar (Spanien), Armando Calderón Sol (El Salvador), Kim Campbell (Kanada), Vinicio Cerezo (Guatemala), Violeta Barrios de Chamorro (Nicaragua), Chang Chun-hsiung (Taiwan), Filip Dimitrow (Bulgarien), Eduardo Frei (Chile), Árpád Göncz (Ungarn), Václav Havel (Tschechien), Toomas Hendrik Ilves (Estland), Milan Kučan (Slowenien), Mart Laar (Estland), Luis Alberto Lacalle (Uruguay), Vytautas Landsbergis (Litauen), Rexhep Meidani (Albanien), Luis Alberto Monge Álvarez (Costa Rica). Die USA sind durch die ehemalige Außenministerin Madeleine Albright und (bis zu ihrem Tod 2006) Jeane Kirkpatrick vertreten.
Mit dem slowakischen EU-Kommissar Ján Figeľ und dem Vizepräsidenten des Europäischen Parlamentes Edward McMillan-Scott sind zwei hochrangige Politiker der EU vertreten. Über Jelena Bonner, ehemalige sowjetische Dissidentin und Witwe Andrei Sacharows, und Karel Schwarzenberg, dem damaligen Außenminister Tschechiens, bestehen Verbindungen zur Helsinki-Föderation. 
Deutsche Mitglieder sind der Ratsvorsitzende der Stiftung zur Aufarbeitung der SED-Diktatur und SPD-Bundestagsabgeordnete Markus Meckel und der stellvertretende Vorsitzende der CDU/CSU-Bundestagsfraktion Arnold Vaatz.

## Berliner Kuba-Konferenz
Vom 24. bis 25. April 2007 organisierte das ICDC zusammen mit der Konrad-Adenauer-Stiftung in Berlin eine Konferenz unter dem Titel „Demokratie in Kuba: Auf der Suche nach gemeinsamen Initiativen“. Während dieser Konferenz sprachen unter anderem der Komiteepräsident Václav Havel und die beiden Exilkubaner Frank Calzón und Carlos Alberto Montaner. Die geplante Teilnahme von Außenminister Frank-Walter Steinmeier wurde im Vorfeld wegen anderweitiger Verpflichtungen abgesagt. Mit dem Beauftragten für Menschenrechtspolitik und humanitäre Hilfe, Günter Nooke, nahm ein Vertreter der Bundesregierung an der Veranstaltung teil.